# 夏目漱石内坪井旧居
夏目漱石内坪井旧居（なつめそうせきうちつぼいきゅうきょ）は、日本の小説家で俳人の夏目漱石が熊本滞在期に住んだ邸宅の1つ。熊本県熊本市中央区内坪井町に所在する。
1978年（昭和53年）には熊本市指定の文化財（記念物・史跡）に指定された。同年、記念館として開館し、漱石関係資料を展示している。熊本市が所有し、所管は熊本市文化財課が担当している。
漱石は彼が熊本で住んだ家のうち、最も長いおよそ1年8か月をこの家で過ごした。一般には彼が熊本で5番目に住んだ家であるとされ、第5旧居と呼ばれるが、後述の「敗屋」を含めて6番目に住んだ家とする研究者もいる。
漱石の旧居のうち彼が居住していた当時と同じ場所に現存するものは、日本国内では内坪井旧居および、彼が熊本滞在期間の最後に居住した北千反畑町の家の2軒に限られる。また彼の旧居のうち彼が居住していた当時と同じ場所に現存し、かつ記念館となっているものは、内坪井旧居に限られる。妻の鏡子はこの家について、熊本で暮らした中で最も良い家であったとしている。
日本国内にとどまらず海外からも観光客が訪れている。2015年（平成27年）の来館者数は13,336人。内坪井の家または内坪井町の家とも呼ばれる。

## 由来

### 漱石の来熊と転居
1896年（明治29年）4月、漱石は愛媛県尋常中学校（のちの愛媛県立松山中学校、現在の愛媛県立松山東高等学校）での勤務を終え、熊本市の第五高等学校（現在の熊本大学）に英語科教師として赴任する。親友で同校の教授を務めていた菅虎雄の家に寄寓しながら、漱石が「敗屋」と呼んだ荒れ果てた家を見つけると、そこにしばらく住んだ。しかし「何分住み切れぬ」として光琳寺の家と呼ばれる、下通町103番地（現、下通1丁目7-16か17）の住宅に移った。
同年6月には、貴族院（現、参議院）の書記官長であった中根重一の長女、鏡子と結婚している。しかし、その家は付近に墓地があり「不気味」であった。このため合羽町の家と呼ばれる、合羽町237番地（現、熊本市中央区坪井2丁目9-11）の住宅に1896年（明治29年）9月に転居した。その家は1897年（明治30年）夏、漱石の実父、直克の訃報に接し上京する際に引き払った。同年9月、東京から戻ると大江村の家と呼ばれる、飽託郡大江村401番地（現、熊本市中央区新屋敷1丁目16番地）の住宅に移った。それは漢詩人の落合東郭の所有物であったが、当時彼は宮内省に勤務していた。
1898年（明治31年）3月に東郭が熊本に戻ったため、漱石は井川淵町の家と呼ばれる、井川淵町8番地（現、井川淵町1-32）の住宅に移った。この家では、流産をしたのちヒステリー症状を呈していた鏡子が白川に落ちるという事件が発生している。漱石は鏡子とともに井川淵町の家を離れ、内坪井町の家と呼ばれる、熊本市内坪井町78番地（現、内坪井町4-22）の住宅を借りて1898年（明治31年）7月25日ごろに移り住んだ。それまでそこに住んでいた狩野亨吉が同月23日に旅館、研屋支店に投宿し、漱石夫婦のために明け渡したのであった。家賃は10円であった。漱石と深い親交をもっていた狩野が当時の同校の教頭職を務めていたが、彼が同職に就くことができたのは、漱石の尽力によるところが大きいとされる。
1900年（明治33年）4月には北千反畑の家と呼ばれる、北千反畑町78番地（現、熊本市中央区北千反畑3-16）の2階建ての住宅に転居した。漱石は、この家が建てられるのを通勤途中に見ており、竣工されるとまもなく「2階を書斎にしたい」といって借りに来たという話が、家主の家に伝わっている。

### 内坪井町時代の漱石
鏡子によると、内坪井の家の当時における敷地面積は500坪（およそ1650平方メートル）ほどであった。1898年（明治31年）の夏季休業の明けには、当時五高の学生であった寺田寅彦が作った俳句を見てもらうために家を訪れており、漱石がその句の添削をしている。同年10月2日には、厨川千江が中心となって寅彦、蒲生紫川、平川草江、古橋蓼舟、白仁三郎（のちの坂元雪鳥）および石川芝峰らをメンバーとする運座（俳句の互選会）が内坪井の家で開催された。これが俳句結社紫溟吟社の創始である。
その年の秋、鏡子は漱石との子どもを身ごもっており、激しいつわりに苦しんでいた。鏡子の回想録『漱石の思ひ出』によると、つわりは同年9月に発症し、同年11月まで続いた。特にひどいときには薬や食べ物だけでなく水さえものどを通らないほどであったという。漱石は、鏡子の看病を女中だけに任せるのは不安であるという理由で10月12日に五高を欠勤している。漱石は看病をする傍ら次のような俳句を詠んでいる。
病妻の閨に灯ともし暮るゝ秋—夏目漱石
同年11月16日から18日にかけて催行された、山鹿・菊池方面への修学旅行に参加した。年内には鏡子の症状が落ち着いたこともあり、漱石は1899年（明治32年）の元日から1週間ほどかけて同僚の奥太一郎とともに宇佐や耶馬渓のほか日田を巡る旅行をしている。この年の正月に漱石は次のような句を詠んでいる。のちにこの句を刻んだ句碑が内坪井旧居の敷地内に建てられた。
我に許せ元日なれば朝寝坊—夏目漱石
1899年（明治32年）5月31日、長女の筆子が生まれる。鏡子は字が下手であったため、子どもには字が上手になってほしいとの願いを込めての命名であった。漱石は筆子のことを非常にかわいがり、よく抱いたりあやしたりしたという。当時雇われていたテルという女中が色黒であったため、漱石は「黒い色が移る」と心配して彼女に筆子を抱かせないようにしたことがあった。しかし、鏡子が1人で買い物に出かけるとやがて筆子が泣き出して、漱石がいくらあやしたりなだめたりしても泣き止まず、困ってテルを呼び出して世話を任せた。するとテルは「私でないとどうにもならないじゃありませんか」といって筆子を抱くとまもなく泣き止んだ。このため漱石は引き下がらざるを得なかったという。
同じ年の8月末から9月にかけて、阿蘇山登山を含む旅行をしている。漱石はこの旅行に基づいて小説『二百十日』を書いた。

### 大正以降
内坪井町の家は、漱石が北千反畑町へ転居した後、大正時代に富士銀行（現、みずほ銀行）の所有するところとなり、熊本支店長が住んだ。そののち熊本市に寄贈され、1976年（昭和51年）から同市が管理している。1978年（昭和53年）4月25日には「夏目漱石内坪井旧居跡」の名称で熊本市指定の文化財（記念物・史跡）に指定された。同年6月、記念館として開館される。
1996年（平成8年）、夏目漱石来熊100年記念事業の一環で内坪井旧居の補修および整備が実施され、庭に句碑が新しく建てられた。2016年（平成28年）4月に発生した熊本地震によって土壁の崩落などの被害を受け、休館を余儀なくされた。2020年（令和2年）2月からおよそ2年間にわたって災害復旧工事が行われ、2023年（令和5年）2月9日に公開が再開された。

## 構造
平家建ての木造建築物である。敷地面積は約1434平方メートル。建築面積は約270平方メートル（うち旧居部分が約250平方メートル、馬丁小屋部分が約20平方メートル）。延床面積は約269平方メートル（うち旧居部分が約249平方メートル、馬丁小屋部分が約20平方メートル）。
明治時代には母屋があったほか、踏み込み台の跡が残っていることから母屋の北側に土間があったとされる。1915年（大正4年）に行われた増改築により、東側に玄関室、洋室、トイレ、広縁および廊下などが増築された。北側に和室（4帖半）、押入れ、台所および浴室などが、西側に和室（7帖）、押入れ、トイレおよび広縁が増築されたのは、その後から大正末年までの間であると考えられている。
石柱で造られた門があり、屋根は瓦で葺かれている。管理事務室が最北東端に設けられている。明治時代にも縁側に面した庭が南側、北側および西側の3方向に広がっており、屋内は明るく通風性が高かったとみられる。南側の庭には現在は樹木が多数生育しているが、明治期に出入りしていた寺田寅彦は「ほとんど何も植わっていなかった」と回想している。

### 母屋
母屋には、中央付近にある押入れを取り囲むようにして合計5室の和室が配置されている。東側半分の2室の広さは北側が6帖、南側が10帖である。西側半分の3室の広さは北から順に6帖、4帖半、8帖である。壁は土壁で造られている。
和室8帖は、漱石が書斎として使用していたとされる。2009年（平成21年）、この書斎を描いたものと思われる漱石による水彩画が岡山市の吉備路文学館で展示された。漢学者の湯浅廉孫が漱石からもらったというその水彩画では、机は南向きに置かれている。和室8帖の西側には床の間が設けられている。和室10帖の南東角には床の間および付け書院が、東側には床脇が設けられている。
縁側と庭はガラス戸によって隔てられている。鴨居の高さは6尺（およそ1.82メートル）である。このことについて熊本地震災害復旧工事にあたった風設計室は「開放感がある」との評価を行っている。

### 増築部分
洋室部分はデザインがアール・デコ調であり、天井の高さは4.37メートルもある。洋室部分の外壁は、全面に斜め木摺りを張ったのちドイツ壁（モルタル掃き付け仕上げ）としたものである。内壁については、上部は斜め木摺りに漆喰塗りを施工したものであるが、腰板を設けた部分には斜め木摺りが張られていないことが、災害調査で確認された。このために生じる上部と下部との構造的な強度の不均衡により、後述のドイツ壁の剥落が引き起こされたとみられる。
1915年（大正4年）から大正末年までの間に北側の土間が板張りに改築された。北側増築部分の柱は三寸五分角（10.5センチメートル角）と細いほか、小屋組みにも細い材料が用いられている。床下に設けられた束石はコンクリート製である。北側および西側の増改築が行われた時期が東側の増改築が行われたのと同じ大正時代とされているのは、敷石の寸法や加工形状が同様であるためである。浴室のタイル貼りの下層には、平板の石が敷かれている。

### 井戸
庭には、長女の筆子が生まれたときに彼女の産湯として使用した井戸がある。「夏目漱石の井戸」とも呼ばれる。夏目漱石内坪井旧居の井戸跡（なつめそうせきうちつぼいきゅうきょのいどあと）の名称で熊本市の「熊本水遺産」の1つに登録されている。漱石は彼女の誕生に際して次のような句を詠んでおり、井戸の近傍に同句を刻んだ句碑が建てられている。
安々と海鼠の如き子を生めり—夏目漱石

### 馬丁小屋
もとの家主であった大日本帝国陸軍の法務官が馬小屋と馬丁小屋として使っていた建物を造り替えて物置きとした別棟の建物である。寺田寅彦は漱石の話を聴いて俳句への興味を強め、1898年（明治31年）の夏季休暇中に俳句を詠み、休暇が明けた9月にそれを見てもらうために内坪井の家へ足を運んだ。漱石は寅彦の句を添削したほか、漱石自身が作成した句稿とともに俳人の正岡子規のところへ送ったこともあった。
それから寅彦は「丸で恋人にでも会ひに行くやうな心持」で週に2、3回の頻度で漱石を訪ねた。あるとき、寅彦が物置きでも構わないので家に書生として置いてもらえないかという相談を漱石に持ちかけたところ、「裏の物置きなら空いているから来てみろ」といわれて別棟の物置きに案内されたが、そこはほこりだらけで畳も敷かれていなかったため、寅彦はがっかりして退去したという。

## ゆかりの人物

### 夏目漱石

夏目漱石

夏目 漱石（なつめ そうせき、1867年〈慶応3年〉 - 1916年〈大正5年〉）は、日本の小説家、英文学者。江戸牛込馬場下横町（現、東京都新宿区喜久井町）に生まれる。本名は夏目金之助。1893年（明治26年）、帝国大学文科大学（現、東京大学文学部）英文科を卒業する。1895年（明治28年）、愛媛県尋常中学校に赴任する。1900年（明治33年）、英語研究を目的とするイギリス留学の命令を受け、ロンドンに渡る。帰国後、小説家で俳人の高浜虚子から小説を書くことを勧められ、1905年（明治38年）、雑誌『ホトトギス』に『吾輩は猫である』を発表、好評を得る。これがきっかけで作家活動を始め、翌1906年（明治39年）には『坊っちゃん』や『草枕』などを発表した。1907年（明治40年）、教職を辞めたのち朝日新聞社に入社、本格的な執筆活動を開始する。1908年（明治41年）の『三四郎』、1909年（明治42年）の『それから』、1910年（明治43年）の『門』および1914年（大正3年）の『こころ』などは漱石の代表作に数えられる。森鷗外と並んで近代文学の巨匠と称される。

### 夏目鏡子
夏目 鏡子（なつめ きょうこ、1877年〈明治10年〉 - 1963年〈昭和38年〉）は、漱石の妻。貴族院書記官長であった中根重一の長女。広島県出身。本名はキヨ。1895年（明治28年）12月、漱石とお見合いをして婚約する。漱石との間に長女の筆子（1899年 - 1981年）、次女の恒子（1901年 - 1936年） 、三女の栄子（1903年 - 1979年）、四女の愛子（1905年 - 1981年）、長男の純一（1907年 - 1999年）、次男の伸六（1908年 - 1975年）、五女の雛子（1910年 - 1911年）をもうけた。漱石の思い出を鏡子が口述し、松岡譲が筆録した『漱石の思ひ出』は雑誌『改造』に発表された。

### 松岡筆子
松岡 筆子（まつおか ふでこ、1899年〈明治32年〉 - 1989年〈平成元年〉）は、漱石の長女。熊本市出身。日本女子大学付属高等女学校を卒業する。小説家の久米正雄は筆子に恋愛感情をもっていたが、彼女は小説家の松岡譲に好意を寄せており、やがて筆子は松岡と結婚した。久米は、この失恋の顛末を小説『破船』などに書いている。次女の松岡陽子マックレインはオレゴン大学で文学を教え、同大学の名誉教授となった。三女の半藤末利子は、ノンフィクション作家でジャーナリストの半藤一利の妻。

### 寺田寅彦

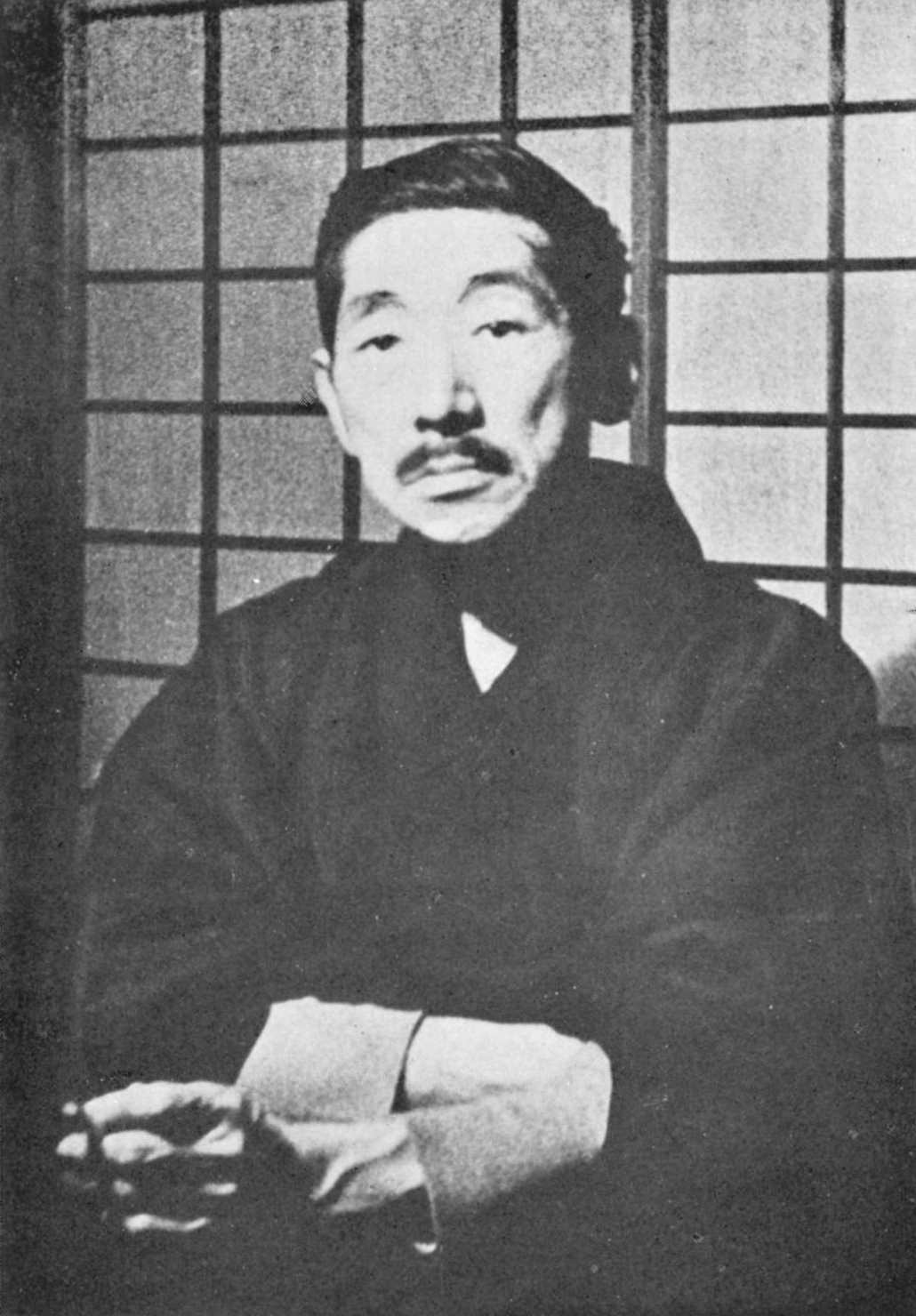
寺田寅彦

寺田 寅彦（てらだ とらひこ、1878年〈明治11年〉 - 1935年〈昭和10年〉）は、日本の物理学者、随筆家。東京市麹町区（現、東京都千代田区）に生まれる。1896年（明治29年）、五高に入学、漱石に英語を教わる。1897年（明治30年）、阪井夏子と結婚する。1899年（明治32年）、東京帝国大学理科大学（現、東京大学理学部）物理学科に入学する。1902年（明治35年）に夏子を亡くし、1905年（明治38年）に浜口寛子と結婚する。1909年（明治42年）、東京帝国大学理科大学助教授となる。1916年（大正5年）、東京帝国大学理科大学教授となる。X線に関する研究に取り組み、1917年（大正6年）には「ラウエ映画の実験方法及其説明に関する研究」で帝国学士院の恩賜賞を受賞した。1917年（大正6年）に寛子を亡くし、翌1918年（大正7年）に酒井紳子と結婚する。1920年（大正9年）、ベルギーの劇作家で詩人のモーリス・メーテルリンクの作品に影響を受け、随筆の執筆を開始する。著作に『冬彦集』『藪柑子集』『柿の種』『蛍光板』『蒸発皿』など。

### 狩野亨吉

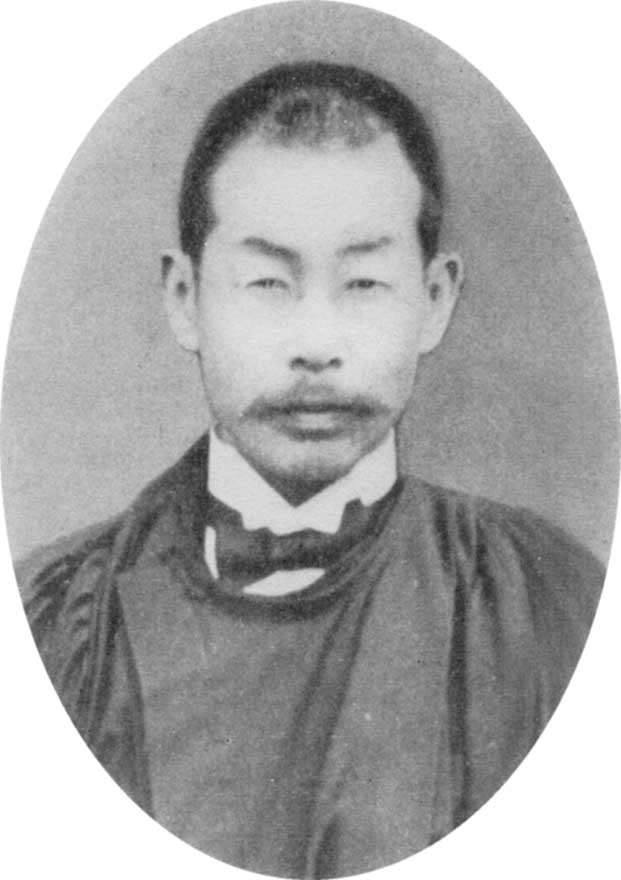
狩野亨吉

狩野 亨吉（かのう こうきち、1865年〈慶応元年〉 - 1942年〈昭和17年〉）は日本の思想家、教育家。出羽国秋田郡大館町（現、秋田県大館市）で生まれる。1888年（明治21年）、帝国大学理科大学（現、東京大学理学部）数学科を卒業する。1891年（明治24年）、帝国大学文科大学（現、東京大学文学部）哲学科を卒業する。1898年（明治31年）1月22日、五高の教授となる。同月26日、五高の教頭となる。1898年（明治31年）11月24日、第一高等学校の校長となる。1906年（明治39年）、京都帝国大学文科大学（現、京都大学文学部）の学長となる。1928年（昭和3年）5月、岩波書店の岩波講座『世界思潮』第3冊誌に「安藤昌益」を発表する。古書の収集家としても知られ、蔵書は膨大な数に及んだ。『吾輩は猫である』の登場人物の1人、苦沙弥先生のモデルといわれる。

## 記念館
1978年（昭和53年）6月5日、「夏目漱石内坪井旧居」の名称で漱石を記念する博物館として開館された。2013年（平成25年）には改装工事が実施され、『漱石全集』の閲覧が可能なサロンスペースなどが設置された。
熊本地震災害復旧工事終了後の2023年（令和5年）2月には、公開再開を記念して『道草』の直筆原稿が期間限定で展示された。開館時間は午前9時30分から午後4時30分まで。休館日は月曜日（祝日の場合は翌日）と12月29日から翌年1月3日まで。6台分の駐車場が設けられている。

### 展示内容

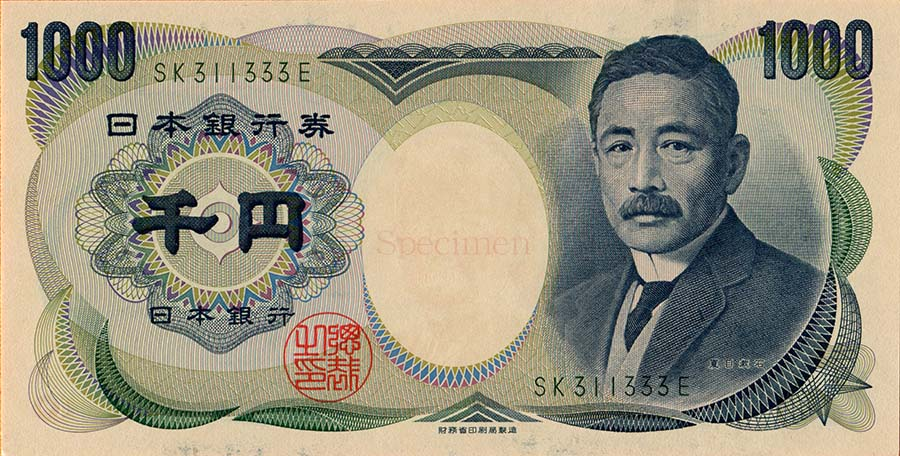
漱石の肖像が入った千円紙幣

- 漱石の肖像が入った千円紙幣[91]
- 漱石の生涯を紹介したパネル[91]
- 漱石が熊本で居住した6軒の住宅を写真で紹介したパネル[91]
- 小説『二百十日』の素材とされた旅行に関する資料や写真[91]
- 1918年（大正7年）刊行の『漱石全集』の初版[91]
- 漱石の直筆の原稿[3]
- レプリカ原稿[90]
- 漱石と猫を模したからくり人形で、ひもを引っ張ると漱石が猫を撫でる仕掛けが施されたもの[92][74]
- 「則天去私」と記された掛け軸[53]

## 熊本地震
内坪井旧居の建物は、2016年（平成28年）4月16日に発生したマグニチュード7.3の熊本地震によって多大な被害を受け、利用不可能な状態に陥った。地域の多数の公的・民間施設が熊本地震による被害を受けており、住民の生活に密接に関係する施設の復旧が優先的に進められた。そのため内坪井旧居の災害調査、建物調査および災害復旧設計は2017年（平成29年）11月から2018年（平成30年）3月にかけて実施された。災害復旧工事は2020年（令和2年）2月に着工され、2022年（令和4年）3月に完成した。

### 被災状況
土壁の大部分に剥落やひび割れ、浮きが発生した。洋室部分の外壁であるドイツ壁に剥落が生じたほか、和室の鴨居や落とし掛けが落下するなど、建物の全体で被害が確認された。
1915年（大正4年）の増改築の際に母屋にある和室10帖の南東側の隅柱を切断して床の間および付け書院が設置されたことが原因となって、母屋の南東角部の構造的な強度が低下していた。このため地震発生時に母屋と洋室とがぶつかり合った際の損傷の規模が大きくなったことが解体時に判明した。
母屋の土壁の損傷は激しかったのに対し、軸組や建具については、ゆがみや傾きは生じたものの主要部分では損傷の程度が小さかった。これは土壁の損壊によって地震力が吸収されたためとみられる。玄関では腰板の剥落も発生した。洋室部分南面の窓枠下の洗い出し仕上げが剥落したほか、洋室部分の内壁の漆喰が剥落した。
洋室部分の屋根では瓦の剥落損傷が大規模に発生した。末口15センチメートルの丸太を用いた小屋梁がクリープ現象によって変形し、天井面を押し下げており、屋根自体も垂れ下がり変形を生じていたことが災害調査で確認された。垂木は高さ45ミリメートル、幅45ミリメートルと細く、屋根の荷重によって変形し、大きく湾曲していた。洋室のドイツ壁の剥落した部分などは長期間雨風にさらされた状態にあった。

### 復旧工事
洋室の壁における強度の不均衡を解消するために、内壁の腰部を斜め木摺りで補強した。ドイツ壁の剥落が起きていない部分のうち亀裂ができた部分には、剥落を防ぐためにビス補強が行われた。洋室部分の小屋梁は、末口24センチメートルのものに取り替えられた。垂木は太めのものに変更して補強した。
母屋と洋室の間には、将来的に大規模な地震が発生した場合でも、被害を最小限に抑えることができるように適切なクリアランス（空隙）を設け、双方をエキスパンションジョイントで接続する処置が講じられた。
洋室部分以外の耐震補強は、伝統構法木造建築物の限界耐力計算を用いて土壁の耐震性能を評価して実施された。屋根は、地震などの災害への強度を高めた瓦で葺き直された。屋根のうち、シロアリの被害や雨水によって劣化した部分については解体や補修などの措置が講じられた。東側増築部分のトイレの小屋組みは、ツガ材により補強された。
母屋の和室10帖に設けられた付け書院の欄間部は、木摺りを斜めに打ち漆喰塗りで施工して補強された。母屋の西側半分は地震などへの強度が特に低かったので、耐震リングの取り付けや根固めによる補強が行われた。北側増築部分の台所は、板張りから土間に復旧された。

## 受賞・評価
1996年度（平成8年度）に熊本県の主催により実施された「くまもと景観賞」のテーマ賞「歴史を生かした景観」を受賞した。同賞の受賞に際しては「明治時代の風情や年若い頃の漱石の暮らしを思い起こさせる文化史跡であり、町がたどってきた歴史の奥深さを感じさせる」との評価が発表された。
鏡子は『漱石の思ひ出』の中で次のように述べている。
この家は熊本に居た間、私共が住んだ家の中で一番いゝ家で、今見ても中々立派なものです。—夏目鏡子、『漱石の思ひ出』、1928年12月
しかしながら「庭はかなり広かったが、家自体はたいして広くはなかった」としている。
松岡譲は「これは又おそろしく立派な家だ」と述べている。歌人の蒲池正紀は、大正期の増築によって佇まいが大きく様変わりしたとの旨を述べている。風設計室は、周囲の3面に広い庭があるほか、付近に坪井川が流れていることから、高温多湿の熊本の夏でも過ごしやすかったのではないだろうかとの見方を示している。比較文学研究者の溝渕園子は「内坪井旧居のような作家ゆかりの建築物は、作家像やその文学世界を翻訳・再現する機能をもつメディアであると捉えることができる」との見方を示している。

## 関連作品

### 『二百十日』
『二百十日』は、漱石による小説。1906年（明治39年）、中央公論社（現、中央公論新社）の『中央公論』10月号において発表された。漱石は1899年（明治32年）8月30日から9月2日にかけて、五高の同僚の山川信次郎とともに阿蘇山登山を含む3泊4日の旅行をしている。2人は、阿蘇の戸下温泉（としたおんせん）や内牧温泉（うちのまきおんせん）を経て阿蘇神社に参詣したのち阿蘇山に登った。小説は、この旅行での体験に基づいて書かれた。舞台は阿蘇地方である。豆腐屋の息子の「圭さん」とその友人の「碌さん」の軽妙なやりとりが作品の大部分を占める。当初は穏やかであった会話の内容は徐々に過激になり「世の中の不公平を取り除くために富豪や華族を豆腐屋にしよう」との発言がなされる。

### 『うつくしいひと』
『うつくしいひと』（英: The Gift of Memory）は、2016年（平成28年）に公開された日本映画。上映時間は40分。出演は橋本愛、姜尚中、高良健吾、石田えり、米村亮太朗ほか。監督は行定勲。脚本は行定と堀泉杏。撮影は福本淳。橋本が扮する大学生の透子は、書店でアルバイトをしている。ある日、姜が演じる黒いコートの中年男性が同書店に現れる。そののち透子は、石田が扮する母の鈴子が中年男性に尾行されていたことを友人から知らされると、高良が演じる探偵の玉屋に鈴子の護衛を依頼する。鈴子が営む華道教室は内坪井旧居で撮影された。

## 立地

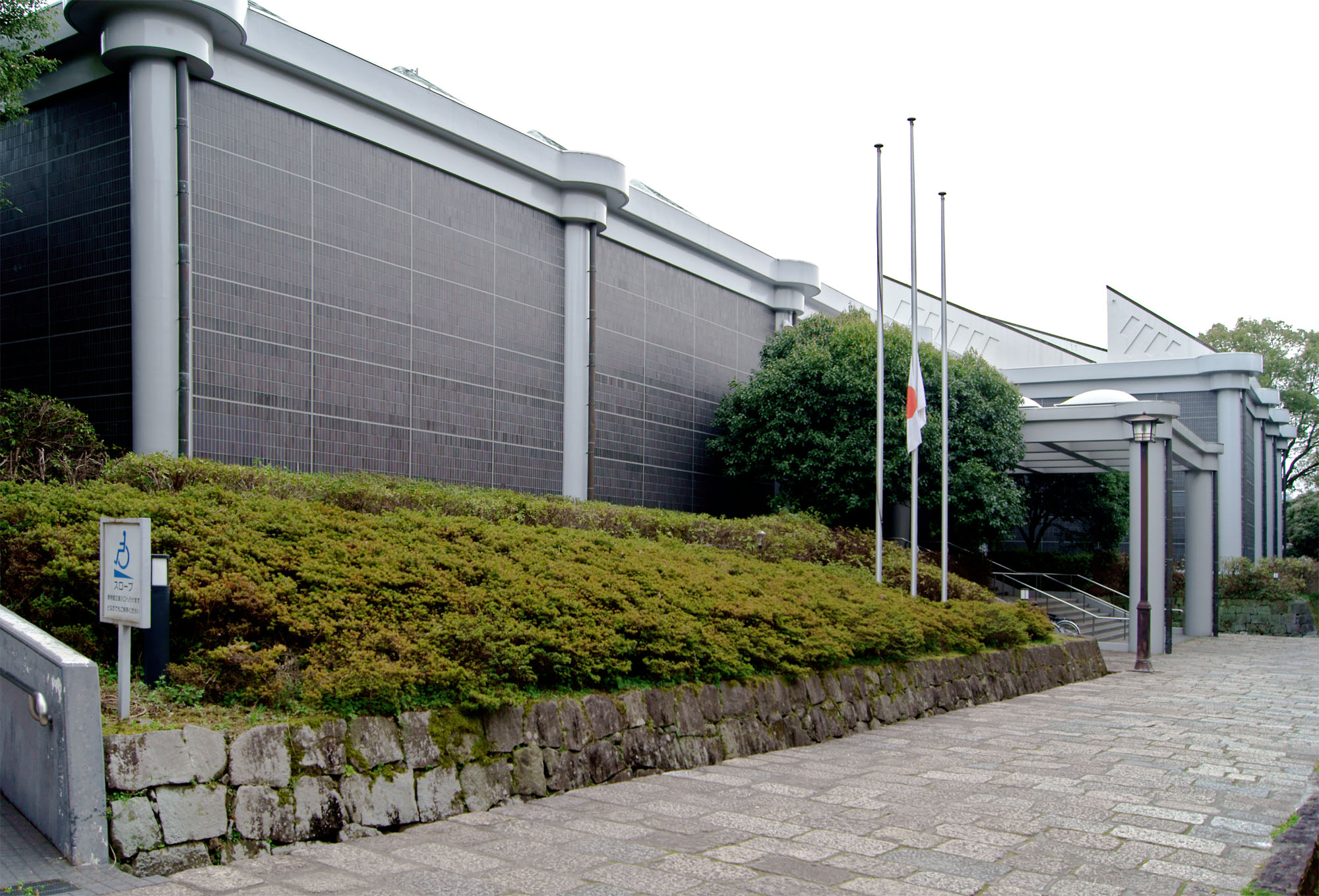
熊本博物館

熊本県立美術館の本館および分館のほか、熊本博物館、熊本中央高等学校や坪井幼稚園などが立地する、閑静な文教地区の一画に位置する。付近には坪井川が付近を流れているほか、熊本城がある。所在地番は内坪井町4番22号。この場所には、かつて農学者で東京農業大学初代学長の横井時敬が生まれた家が建っていたことが確認されている。標高は、およそ12.3メートル。熊本電鉄藤崎宮前駅で下車し、徒歩およそ10分。熊本電鉄バスの壺井橋バス停で下車し、徒歩およそ2分。熊本市電の熊本城・市役所前停留場で下車し、徒歩およそ13分。熊本大学（旧五高）へは徒歩でおよそ20分ほどかかる。